# Estación de Nuria
Nuria (oficialmente Núria) es la estación cabecera del cremallera de Nuria de FGC situada en el valle de Nuria, en el término municipal de Queralbs, en la comarca de El Ripollés de la provincia de Gerona.

## Situación ferroviaria
De carácter terminal, se encuentra situada en el punto kilométrico 12,456 de la línea a 1964 metros de altitud. Su colateral es la estación de Queralbs. El tramo es de vía en ancho métrico equipado con cremallera y está electrificado a 1500 Vcc.

## Historia
La estación se inauguró el 22 de marzo de 1931 con la apertura del tren cremallera entre Ribas de Freser y el Santuario de la Madre de Dios de Nuria. Las obras corrieron a cargo de la compañía FMGP (Ferrocarrils de Muntanya de Grans Pendents), y ha funcionado desde el principio con electricidad.
La estación tuvo inicialmente la disposición actual de dos vías enlazadas por una aguja diagonal que permitía maniobras de las locomotoras, así como una vía muerta conectada por el lado Ribas a la izquierda de las otras vías (vía 3), habiendo un único andén entre las vías 1 y 3. En 1932 ya se había puesto en servicio el puente de madera diseñado por el arquitecto Josep Danés que permitía acceder directamente al santuario salvando el Río de Noufonts, cubierto por un tejado a dos aguas.
En el período de la Guerra Civil, se suspendió temporalmente el servicio del cremallera de Nuria, pasando a ser explotado por un comité obrero. Hasta que el 8 de agosto de 1936, la Generalidad de Cataluña intervino la empresa, bajo la dirección  de su ingeniero director Montserrat Fenech. En junio de 1937 se instaló en Nuria un sanatorio, utilizando el cremallera para el traslado de enfermos y dar servicio de vituallas y mantenimiento. Hasta que el 21 de febrero de 1939, las tropas sublevadas se hicieron cargo del Cremallera de Nuria, encontrado en perfecto estado, para seguir prestando servicio de hospital en Nuria hasta 1940.
Por problemas financieros no se pudo construir el edificio definitivo hasta pasados más de veinte años. No sería hasta el 20 de diciembre de 1953 cuando por fin se pudo inaugurar el edificio de viajeros actual, hecho en piedra. Hasta entonces solo existía el edificio inicial y provisional hecho en madera, con un cuerpo central de planta baja y varios anexos también de una sola planta. 
En 1981 la Generalidad de Cataluña adquirió la mayoría de acciones de la empresa FMGP para evitar el cierre de la línea. Finalmente, en 1984, el Cremallera se incorporó a la red de Ferrocarriles de la Generalidad de Cataluña. Posteriormente se modernizó el edificio, respetando la arquitectura original. En 2009 se renovó la playa de vías de la estación de Nuria y se automatizaron los cambios de agujas en la entrada de la estación, dotándolos de calefactores para un mejor funcionamiento. En 2019 se modificaba el vestíbulo de la estación para ubicar barreras tarifarias de control de acceso.

## La estación

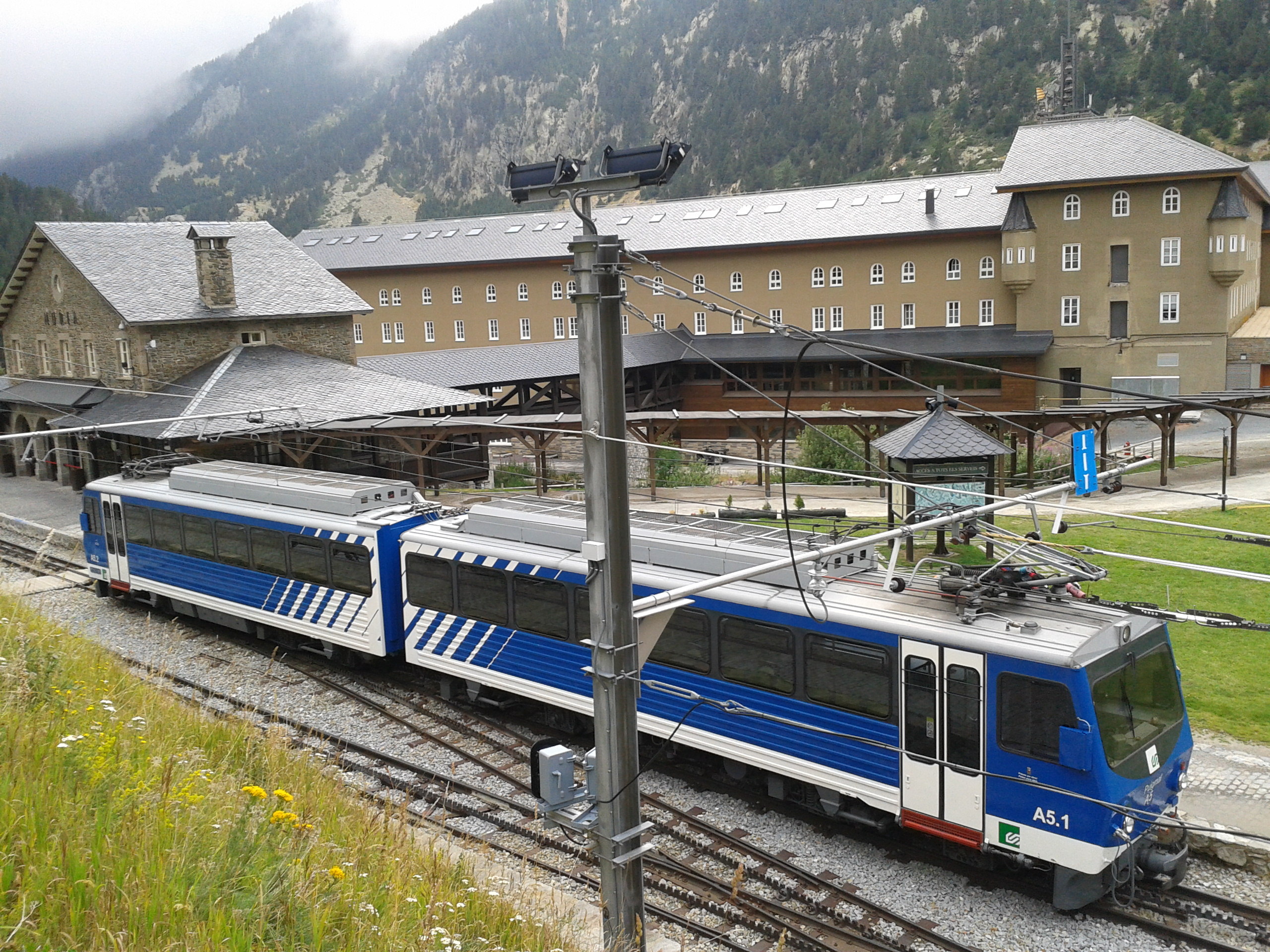
Una imagen de la estación en 2012 con el santuario en segundo plano

La estación se encuentra cerca del santuario, el cual queda conectado con un puente sobre el torrente de Noufonts y con acceso directo a la cota más baja de la estación de esquí del Valle de Nuria y a pocos metros del Telecabina de la Coma del Clot.  La estación representa el punto ferroviario más alto de Cataluña y de los Pirineos. La estación además dispone de tres vías, dos andenes y de una zona de mercancías, justo en la parte final de la línea, desde donde se abastece el santuario.
La estación es el punto culminante de la línea, situada en el Valle de Nuria del término municipal de Queralbs.
La estación de Núria actual tiene tres vías, la general (vía 1), una vía derivada a la derecha (vía 2) y otra a la izquierda (vía 3). Las vías 1 y 2 tienen unos 170 metros de longitud con andenes laterales. En la parte final de la línea en la vía 1 hay un muelle descubierto donde se estacionan los vagones de mercancías para su carga y descarga. Entre las vías 1 y 2 hay una diagonal con el fin de facilitar maniobras. La vía 3 tiene unos 55 metros de longitud y comparte andén con la vía 1. El edificio de viajeros está situado a la izquierda de las vías, justo detrás del tope de la vía 3. Tiene planta baja, piso y desvanes, si bien la planta baja cuenta con dos anexos laterales y uno frontal. También cuenta con una planta sótano. El edificio se construyó con piedra natural y el tejado está a dos aguas en el cuerpo central y a tres aguas en los anexos laterales, con cubierta de pizarra. Actualmente la planta baja acoge una gran sala de espera y aseos, así como un despacho para el personal de circulación del cremallera. El entorno del edificio de viajeros de Núria tiene una pasarela de madera cubierta. Para acceder al cremallera hay que pasar por una de las barreras tarifarias de control de acceso ubicadas en el lado sur de la pasarela o en el interior del edificio de viajeros, previa a la sala de espera. Para salir del andén en servicio comercial (vías 1-3) hay una puerta que se abre automáticamente en el lado norte del edificio de viajeros. Para cruzar las vías hay un paso a nivel entre andenes. La estación no dispone de taquilla ya que los billetes hay que adquirirlos en un punto de información central del santuario, con lo que se comunica a través de un puente de madera cubierto por el edificio de Sant Josep. A la derecha de las vías y a una cota ligeramente superior está el edificio de la estación inferior del teleférico de la Coma del Clot, al que se accede directamente desde el andén de la vía 1 a través de una escalera fija y de un ascensor.

## Servicios ferroviarios
El servicio funciona todos los días del año salvo los días laborables de noviembre como preparación de temporada, siendo la frecuencia de 50 minutos en temporada alta, con refuerzos entre Queralbs y Nuria. Se invierten unos 40 minutos en completar el recorrido de la línea. El material rodante está formado por cuatro automotores Beh, dos de ellos con un coche central adaptado, un automotor GTW 2/6, un tren reversible con la locomotora dual H12 y dos coches MGB y otra composición más de dos coches de refuerzo "Sport Wagen".
El parque de vehículos de FGC en la línea es muy variado y van desde las más modernas, fabricadas en Suiza por Staedler, hasta las clásicas de la línea fabricadas en 1930, con fines más turísticos.
| << cabecera                | < estación | línea | estación > | cabecera >> |
| -------------------------- | ---------- | ----- | ---------- | ----------- |
| Cremallera de Nuria de FGC |            |       |            |             |
| Ribas-Enlace               | Queralbs   |       | terminal   | terminal    |